# Schloss Fischach

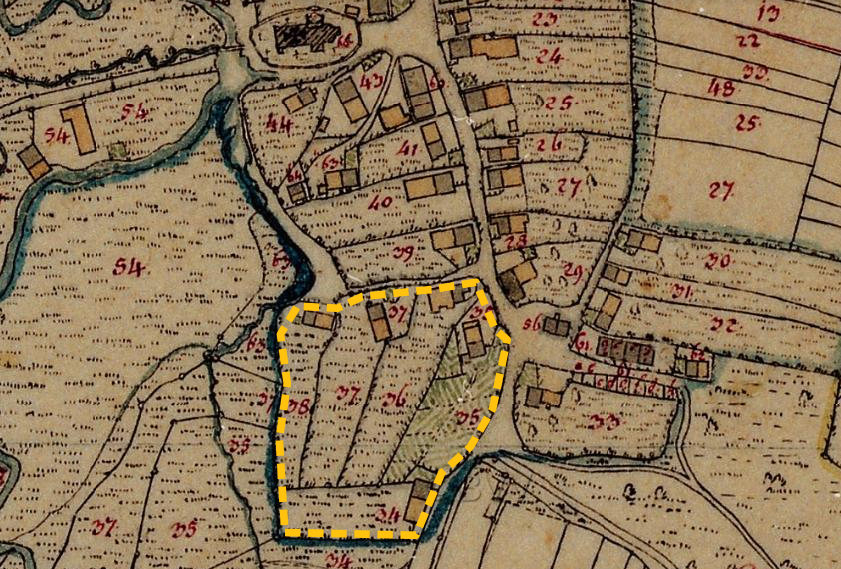
Lage des Schlossgutes im Uraufnahmeplan (zwischen 1808 und 1864)

Das Schloss Fischach wurde bis 1585 von dem Augsburger Bürger Martin Horngacher im schwäbischen Fischach am südlichen Ortsrand errichtet und trug daher auch den Namen Horngacher Schloss. Der stattliche Bau mit prunkvollem Schlossgarten wechselte in den folgenden Jahrzehnten mehrmals den Eigentümer und wurde schließlich im Verlauf des Dreißigjährigen Krieges zur Ruine. Der letzte Eigentümer, die Familie Ilsung, verkaufte das bereits seit längerem verlassene Schlossgut 1664 an das Kloster Oberschönenfeld. Bald darauf wurde das mittlerweile auch unter dem Namen Ilsung-Schloss bekannte Gebäude vollständig abgebrochen und der Platz neu bebaut.

## Geschichte
Mit dem Aufblühen von Handel und Gewerbe in Augsburg im 16. Jahrhundert erwarben wohlhabende Augsburger Bürgerfamilien Güter im Augsburger Hinterland. In und rund um Fischach kauften Patrizier und Kaufleute zu dieser Zeit insbesondere Waldungen oder Hofstätten. Einer von ihnen war der Augsburger Bürger Martin Horngacher (auch Horgacher oder Horndacher genannt), der der Herrenstube in Augsburg angehörte. Er beabsichtigte den Bau eines Schlossgutes in Fischach und kümmerte sich ab 1573 um den notwendigen Grunderwerb im Ort. Nachdem er mehrere Grundstücke am Südende des Dorfes erworben hatte, errichtete er bis 1585 den Schlossbau mit zugehörigem Schlossgarten. Durch den Bau (allein der Grunderwerb hat Horngacher insgesamt rund 2400 Gulden gekostet) wurde Horngacher einer der Grundherren im Dorf.
Bereits nach sieben Jahren verkaufte Horngacher das Schloss aus unbekannten Gründen. In den darauffolgenden Jahrzehnten wechselte das Schlossgut mehrmals den Eigentümer und wurde schließlich in den Wirren des Dreißigjährigen Kriegs zur Ruine. Nach Jahren des Verfalls gelang es der Familie Ilsung im Jahre 1664 das unbewohnte Schlossgut an das Kloster Oberschönenfeld zu veräußern. Das Kloster verfügte bald darauf den Abbruch und ließ anschließend vier Hofstätten darauf errichten. Der Schlossgarten dagegen überdauerte wohl etwas länger. So ist überliefert, dass in der ersten Hälfte des 19. Jahrhunderts eine „Schlossgärtnersölde“ eine Gärtnerei in einem Teil des ehemaligen Schlossgartens betrieb. Zudem blieb auch ein die Hauptstraße überspannender Mauerbogen nach Abbruch des Schlosses noch längere Zeit erhalten. Aufgrund der zu geringen Durchfahrtshöhe wurde dieser erst 1812 oder 1817 abgetragen.

## Beschreibung
Eine Zeichnung oder ein Bild vom Schloss ist in den Archivalien nicht vorhanden. Überliefert ist jedoch eine Beschreibung Bauherrn Martin Horngacher. Nach seinen Worten bestand es aus „einem wol erpauten sitz durchaus unden umgewelbt (= unterkellert), mit seinen großen gemaurten Stedlen abseiten, alles gemaurt und mit Ziegeln gedeckt, mit einem guten gaylpronen (=Springbrunnen), auch einem großen Rehrkasten, auch ein Rehrkasten im Garten mit einem springenden Wasser, von Truckwerk gemacht, alles mit pleyen Deichel (=Bleiröhren), der hoff aller mit einer Mauer eingefangen, und dann dabei auch ein großer Garten, fast bey 4 Tagwerk weit, darin ein gemauert waßer Heußle mit einem Waßerwerk und ein Fischgraben dabei.“
Auf der Burgauer Landtafel von Johann Andreas Rauch aus dem Jahre 1613 kann man einen zweistöckigen Bau mit Stufen- oder Zinnengiebel und einem Rundbogentor erkennen. Ob diese Darstellung vom Kartographen frei gewählt wurde oder dem tatsächlichen Aussehen des Schlosses entsprach, ist jedoch nicht bekannt.

## Verbleib
In der Gegenwart erinnert auf den ersten Blick nur noch der Schlößleweg an das ehemalige Schlossgut. Bei genauerem Hinsehen kann man auch den gekrümmten Verlauf der Hauptstraße südlich der Einmündung des Schlößleweges auf den ehemaligen Schlossgarten zurückführen. Ursprünglich war die Krümmung der Hauptstraße sogar noch stärker ausgeprägt. Im Zuge des Straßenausbaus um 1900 wurde der Straßenverlauf in diesem Bereich jedoch etwas begradigt.
Darüber hinaus sind bei Grabungen Reste in Form von Fundamenten oder Schutt zu erwarten. So fand man bereits bei Bauarbeiten im 19. und 20. Jahrhundert immer wieder besonders geformte Ziegel und Bleirohre, die dem ehemaligen Schloss zugeordnet werden konnten.

## Quelle
- Michael Piller: Fischach – Geschichte einer Mittelschwäbischen Marktgemeinde, Anton H. Konrad Verlag, 1981, ISBN 3-87437-178-6, Seite 134 ff.

Koordinaten: 48° 17′ 16,3″ N, 10° 39′ 21,3″ O